# Black Mountain (Kentucky)
Der Black Mountain ist mit 1263 m der höchste Berg des US-Bundesstaats Kentucky. Er befindet sich im Harlan County im Südosten des Bundesstaates nahe der Grenze zu Virginia und ist Teil der Cumberland Mountains, einem Gebirgszug der Appalachen. Der Black Mountain hat die Form eines langgestreckten, bewaldeten Bergrückens. Der Gipfel selbst ist im nordöstlichen Bereich des Berges und durch eine Straße leicht erreichbar. Am Gipfel befinden sich einige Sendemasten, etwas unterhalb eine Radarkuppel der Federal Aviation Administration.
Der nächsthöhere Berg ist der High Knob, ungefähr 24 km östlich in Virginia.